# Kanton Angers-1
Der Kanton Angers-1 ist seit 1973 ein französischer Wahlkreis im Arrondissement Angers, im Département Maine-et-Loire und in der Region Pays de la Loire.
Der Kanton besteht aus dem Zentrum der Stadt Angers. Die Bevölkerungszahl betrug am 1. Januar 2022 43.828 Einwohner.